# Holochelus rusticus
Holochelus rusticus är en skalbaggsart som beskrevs av Franz Faldermann 1835. Holochelus rusticus ingår i släktet Holochelus och familjen Melolonthidae. Inga underarter finns listade i Catalogue of Life.